# 1939 Loretta
1939 Loretta è un asteroide della fascia principale del diametro medio di circa 29,96 km. Scoperto nel 1974, presenta un'orbita caratterizzata da un semiasse maggiore pari a 3,1222345 UA e da un'eccentricità di 0,1259213, inclinata di 0,90584° rispetto all'eclittica.
L'asteroide è dedicato a Loretta Kowal, figlia dello scopritore.